# Хинерия
Хинериите (Hyneria lindae) са вид големи праисторически хищни риби, които са живели по време на девонския период преди около 360 милиона години. Те са единствени представители на род хинерии (Hyneria).

## Етимология
Името на рода е препратка към село Хинер в Пенсилвания, близо до мястото, където е открит първият екземпляр. Видовото име H. lindae произлиза от името на съпругата на Кийт Стюарт Томсън, който пръв описва тази риба. 

## Описание
Хинерията била голяма риба, с предполагаема дължина от 2.5 – 3.7 m. Черепът и имал тежки орнаментирани дермални кости и долната челюст била относително дълга и плитка, зъбите били здрави с размери, надвишаващи 5 cm.  Тялото и било покрито с циклоидни люспи.  Хинерията имала големи сензорни канали, които подомагали за откриването на плячка, тъй като сладководните басейни, които е обитавала вероятно били мътни и с ниска видимост. 

## Откритие
Първите вкаменелости идват от две локации в Пенсилвания, Съединените щати. Една от тях се намира между селата Норд Бенд и Хинер и друга близо до Емпориум. Останките се състоят от частичен череп и фрагменти от раменния пояс.  Вкаменелостите са намерени в Котскилската формация на Ред Хил Шейл, и датират от късния девон.  Това са единствените останки, известни до 1993 г., когато подновеното събиране на отпадъци открива изобилие от нови материали.  Hyneria се смята за най-голямата и най-разпространена ръкоперка намерена в Ред Хил Шейл. 